# Église Saint-Nicolas de Trémolat
L'église Saint-Nicolas est une église catholique située à Trémolat, en France.
Elle fait l'objet d'une protection au titre des monuments historiques.

## Localisation
L'église est située dans le département français de la Dordogne, au cœur du village de Trémolat.

## Historique
La légende fait naître saint Cybard (Eparchius), solitaire d'Angoulême, à Trémolat. Sa maison natale aurait été située près de l'église Saint-Nicolas.
D'après le Père récollet Jean Dupuy, l'église aurait été ruinée au VIIIe siècle par les Sarrasins et remplacée par une autre. Charlemagne aurait fait reconstruire un prieuré conventuel sous l'invocation de Sainte-Marie et dont il aurait enrichi le trésor avec la chemise de l'Enfant Jésus. Un acte du cartulaire de l'abbaye de Saint-Cybard d'Angoulême prétendant être une confirmation d'un diplôme de Charlemagne la cite parmi les possessions de l'abbaye. Cet acte est en fait un remaniement d'un diplôme de Charles le Chauve confirmant ces possessions, le 6 septembre 852, à la demande de l'évêque d'Angoulême Launus et de l'abbé de Saint-Cybard. L'abbaye de Saint-Cybard avait été restaurée par Pépin d'Aquitaine en 817.
Le prieuré est attesté en 982. L'évêque d'Angoulême Grimoard a donné le monastère avec l'église qui lui était rattachée à son frère Aymeric de Mussidan d'après la chronique d'Adémar de Chabannes.
En dehors de documents précisant les circonstances de sa construction, son style rattache l'édifice à l'architecture romane. Une nef charpentée est construite au milieu du XIe siècle. Deux piles situées aux angles nord-ouest et sud-ouest à l'extérieur du transept de l'église ont été attribuées par certains auteurs à l'église carolingienne. La nef reprendrait la largeur de l'église carolingienne qui a pu être démolie par les Normands.
Deux actes datés de 1142 et 1143 confirment les possessions de l'abbaye de Saint-Cybard. Le monastère est dirigé par un prévôt dont on possède la liste à partir de 1123 jusqu'à la Révolution.

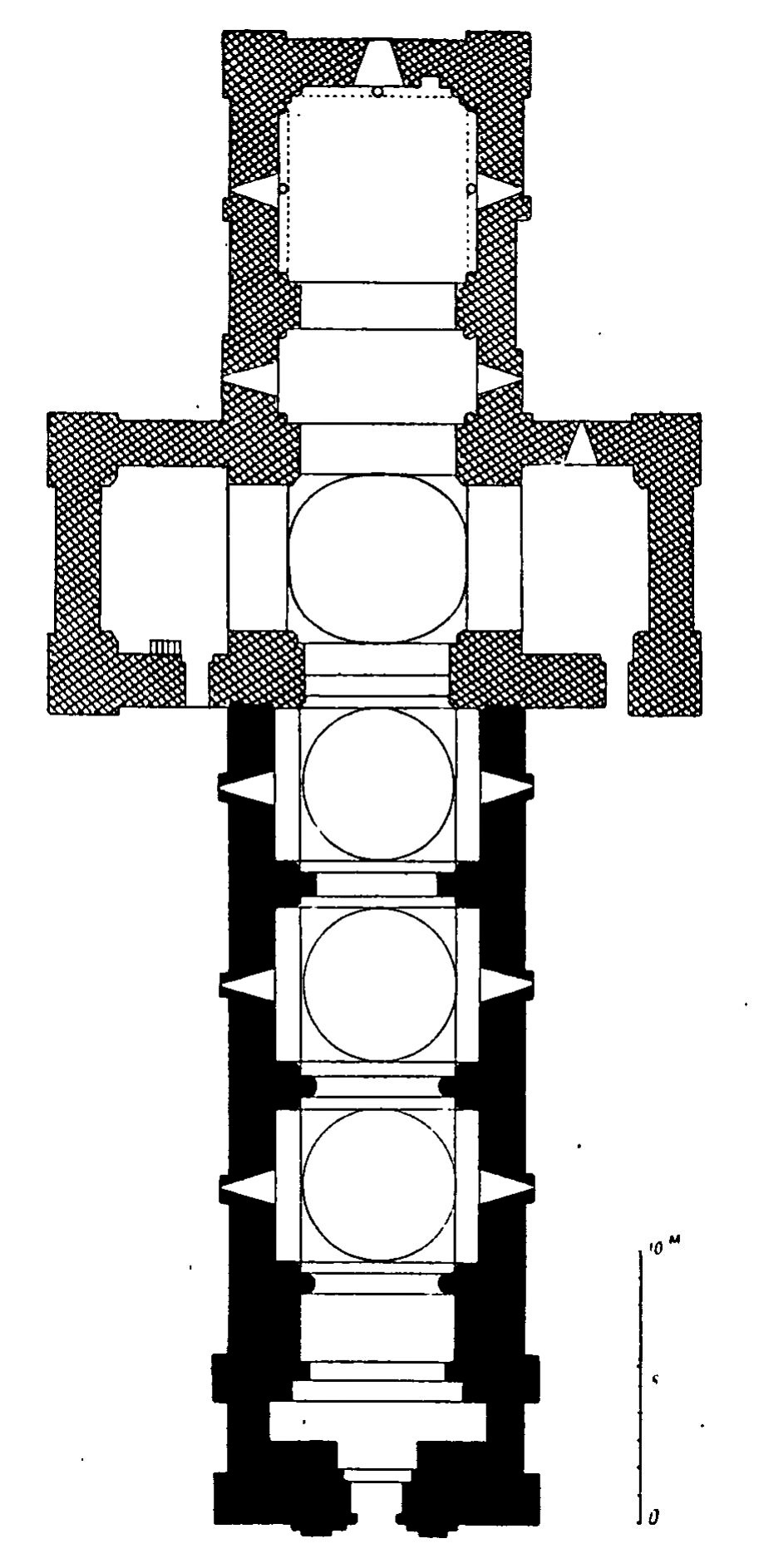
Plan de l'église
Congrès archéologique de France (1927)

Si les actes précédents ne renseignent pas sur la modification de l'église, on peut cependant admettre que la construction des trois coupoles de la nef date du milieu du XIIe siècle. Le transept et le chœur ont dû être construits peu après, avant la fin du XIIe siècle, ainsi que le clocher-porche placé sur la façade occidentale de l'église. C'est une église fortifiée dont le portail occidental et le fronton, plus récents, remontent au XVIIIe siècle.
Les Chroniques de Jean Tarde indiquent que Trémolat est occupé par les troupes protestantes commandées par Henri de La Tour d'Auvergne, vicomte de Turenne entre le 17 et le 21 novembre 1587.
En 1687, on envisage de retrancher la nef de l'église parce qu'elle « est trop grande et menace ruine ». Au cours d'une visite canonique de l'église faite le 12 octobre 1688, on constate que « la nef consiste en quatre petites voûtes, dont trois sont à demy rompues et menacent ruine ; n'estant couverte, pavée, vitrée. Murailhes bonnes ». Il y a deux chapelles en croix et des autels mal garnis.
Au début du XVIIIe siècle, de beaux autels en bois dorés sont mis en place. Guillaume II, marquis d'Alesme, prieur commendataire, suit les travaux entre 1717 et 1743. Il a établi en 1738 un projet d'union de la prévôté de Trémolat avec le collège de Guyenne, mais que sa mort a fait échouer. D'après Jean Secret, Guillaume d'Alesmes a fait divers travaux sur la façade occidentale de l'église qui est revêtue d'un vaste portail classique plaqué contre l'ancienne élévation sous une niche et au-dessous d'un arc de décharge,. En 1752, on envisage de nouveaux travaux. Jean Jauffré, maître architecte, établit un procès-verbal des travaux à effectuer. La même année, une note indique que les murs du chœur sont en bon état mais pas sa couverture.
Une note du 31 décembre 1845, certifiée par le maire de Trémolat, nous apprend que les habitants de Trémolat ont fait une souscription pour refaire la toiture basse en 1820, mais qu'« elle ne permet pas l'élévation des coupoles, qu'on a été obligé de rabaisser » qui fait aussi mention à la réparation en briques des calottes en ruine. Le maire regrette qu'on n'ait pas pu rétablir la couverture d'origine « très élevée et en tuiles plates ». Les travaux de charpente sont terminés en 1846. Des travaux de maçonnerie sont faits en 1847.
Un rapport de J. Mandrin est rédigé en 1896 où il décrit la toiture devant exister au Moyen Âge, à plus forte pente et « en ardoises épaisses dont on trouve des fragments dans la voûte du clocher ».
L'architecte Henri Rapine a fait une nouvelle réfection des toitures en 1920. Le clocher a été consolidé en 1938 par des chaînages et des injections de ciment. Une nouvelle réfection des toitures a été réalisée en 1947. Les boiseries ont été déposées en 1979 pour permettre l'examen des peintures médiévales de la dernière travée du chœur.

## Principales dimensions
- Longueur totale dans l'œuvre : 46 m
- Largeur de la nef dans l'œuvre : 6,50 m
- Hauteur moyenne des coupoles de la nef : 11,30 m
- Longueur du transept : 18 m
- Largeur du transept : 6 m
- Hauteur des grands arcs supportant la coupole de la croisée du transept : 14,50 m
- Hauteur à la clé de la coupole de la croisée : 17 m
- Hauteur du clocher-porche occidental : 25,70 m

## Protection
L'édifice est classé au titre des monuments historiques depuis le 4 septembre 1913.
L'un de ses autels, daté du XVIIIe siècle, est également classé au titre d'objet depuis 1976.

## Galerie de photos

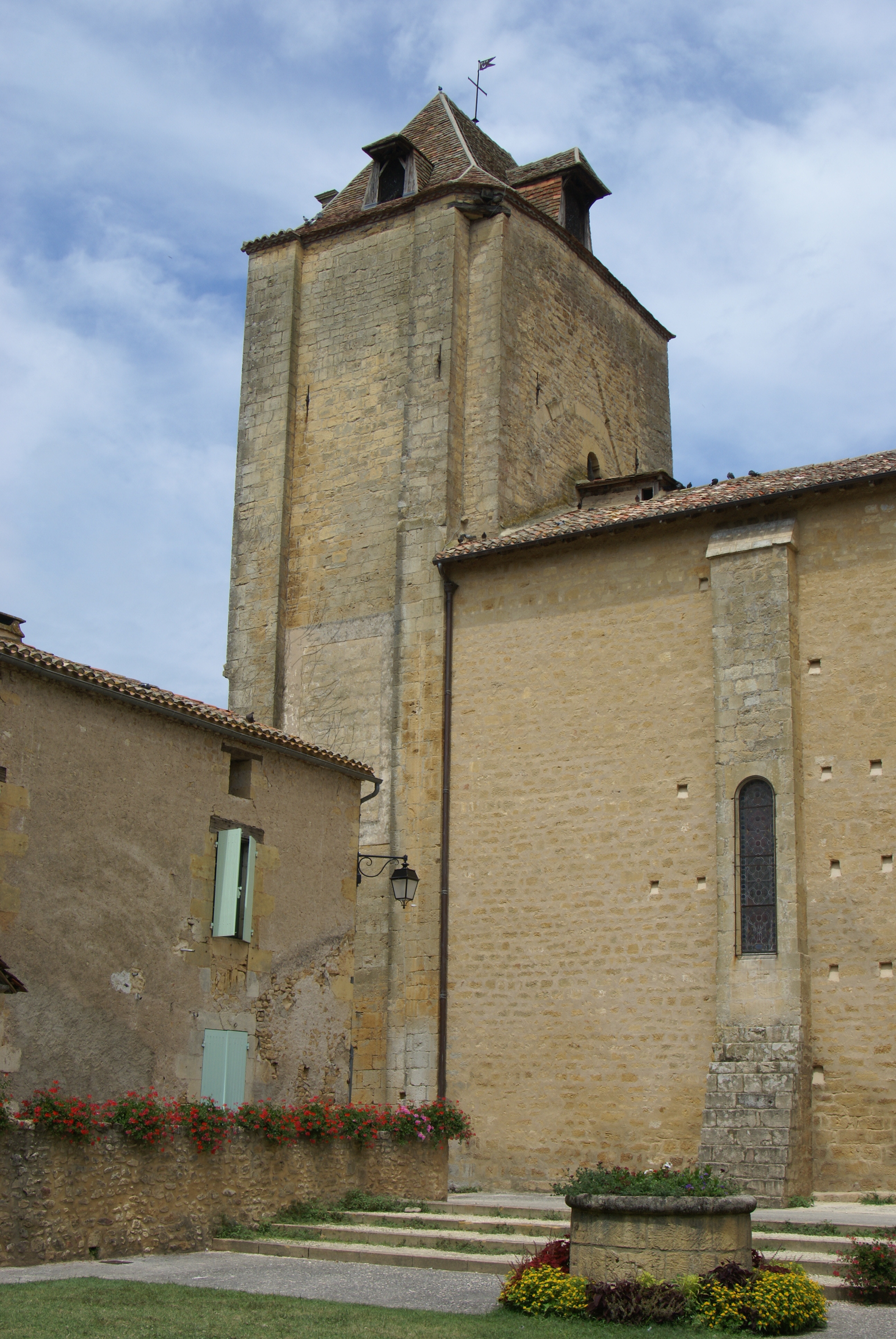
Le clocher-donjon.
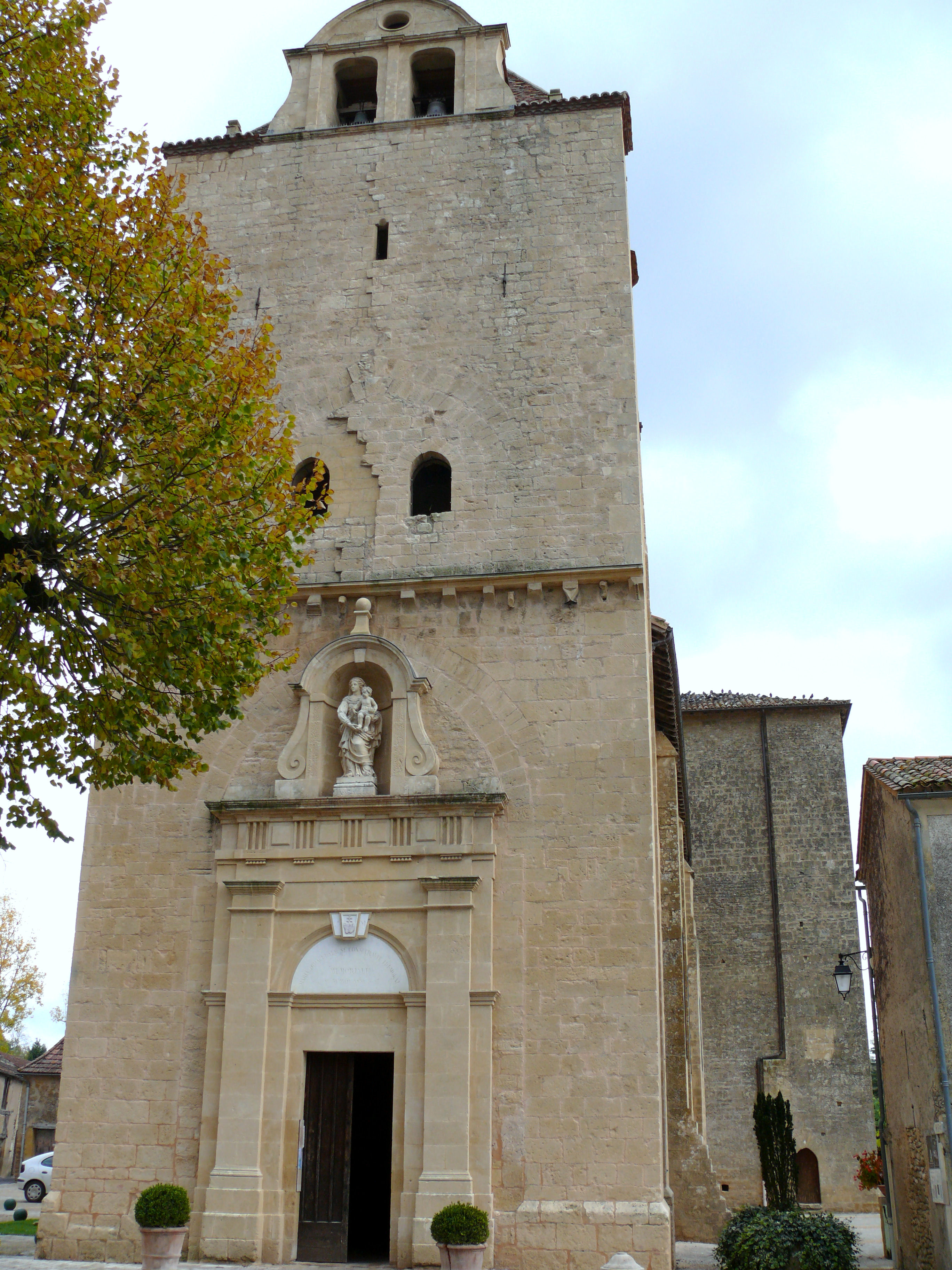
La façade occidentale.
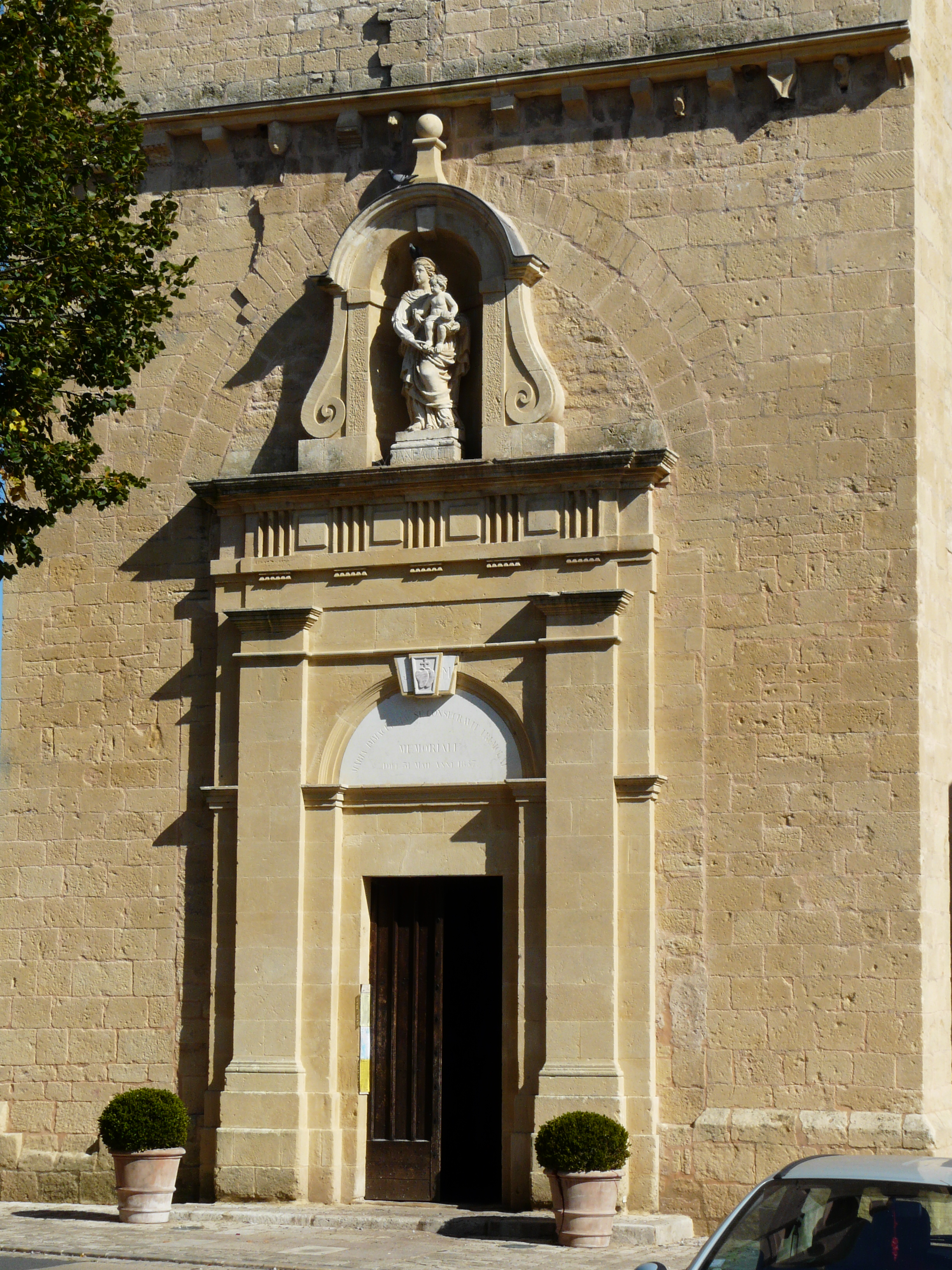
Le portail.
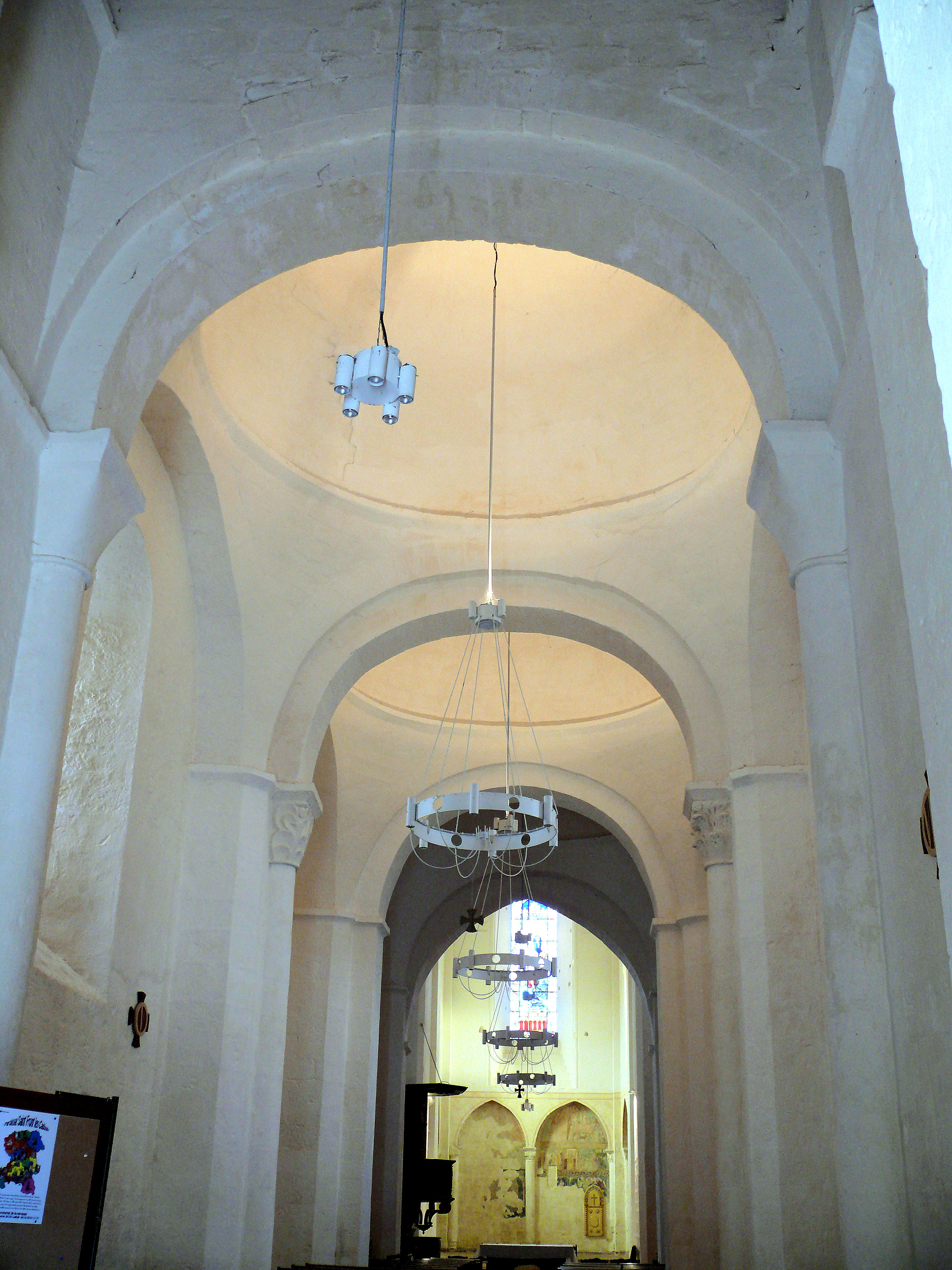
La nef à file de coupoles.
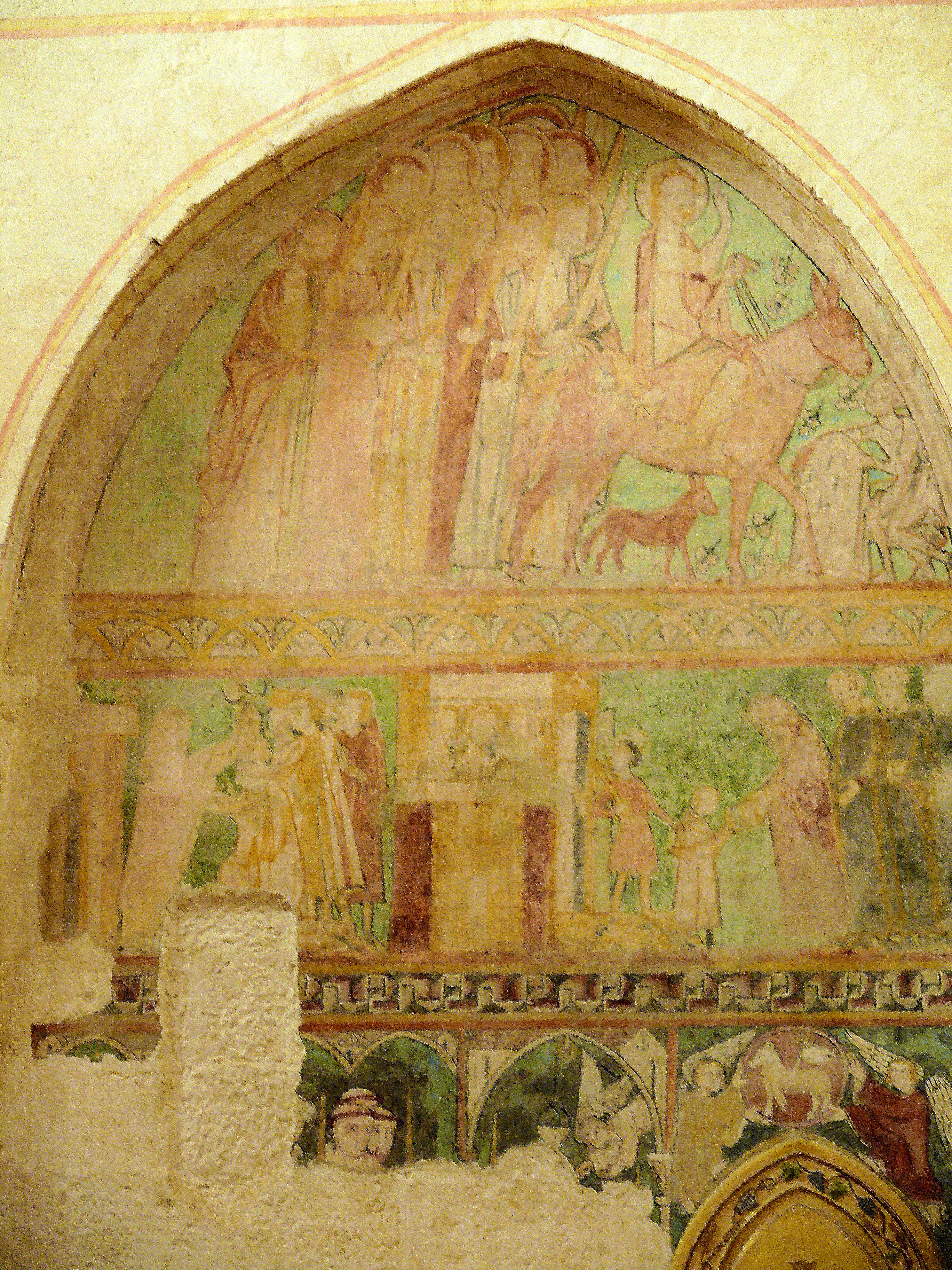
Fresque représentant l'entrée du Christ dans Jérusalem.